# 陶家騶
陶家騶（?—?），江西省南昌府南昌縣人，清朝政治人物、同進士出身。
光緒三年（1877年），参加丁丑科殿試，登進士三甲第180名。同年五月，授刑部郎中。